# Nemoura zwicki
Nemoura zwicki är en bäcksländeart som beskrevs av Ignac Sivec 1980. Nemoura zwicki ingår i släktet Nemoura och familjen kryssbäcksländor. Inga underarter finns listade i Catalogue of Life.